# Xenia Goodwin
Xenia Louise Goodwin (Sídney, Nueva Gales del Sur; 7 de febrero de 1994) es una actriz y bailarina australiana, más conocida por haber interpretado a Tara Webster en la serie Dance Academy.

## Biografía
Xenia estudió danza en la academia Tanya Pearson Classical Coaching y en la academia de ballet Valerie Jenkins.
In July 2019, Goodwin was in a near-fatal car accident while in Zakynthos, Greece. The accident, which nearly left her a quadriplegic, fractured all but 4 of her vertebrae and required major surgery without painkillers.

## Carrera
En 2010 se unió al elenco principal de la serie Dance Academy donde interpretó a la bailarina y personaje principal, Tara Webster, hasta el final de la serie en 2013.
En 2011 apareció como invitada en un episodio de la serie The Jesters donde dio vida a Bec.

## Filmografía

### Series de televisión
| Año         | Título        | Personaje       | Notas                  |
| ----------- | ------------- | --------------- | ---------------------- |
| 2015        | Winter        | Natalie Higgins | episodio "Skeletons"   |
| 2010 - 2013 | Dance Academy | Tara Webster    | 65 episodios           |
| 2011        | The Jesters   | Bec             | episodio "The Fallout" |

### Películas
| Año  | Título                   | Personaje       | Notas |
| ---- | ------------------------ | --------------- | --- |
| 2017 | Dance Academy: The Movie | Tara Webster    | junto a Jordan Rodrigues, Keiynan Lonsdale, Dena Kaplan, Alicia Banit, Tara Morice, Thomas Lacey y Miranda Otto |
| 2014 | You Cut, I Choose        | Rosey (16 años) | corto - junto a Josh McConville, Jane Allsop, Kate Box, Taylor Ferguson, Coco Jack Gillies y Jane Allsop        |

### Narradora
| Año  | Título   | Notas        |
| ---- | -------- | ------------ |
| 2014 | Blue Zoo | 13 capítulos |